# دابستپ
دابسْتِپ (به انگلیسی: Dubstep) یکی از سبک‌های موسیقی رقص الکترونیک است که شکل‌گیری آن به اواخر دههٔ ۱۹۹۰ در لندن جنوبی واقع در بریتانیا بازمی‌گردد. سبک داب‌استپ به‌طور کلّی چنین توصیف می‌شود: «محصولات شدیداً مارپیچ به همراه خطوط بیس و الگوهای طبل پرانعکاس، نمونه‌های کوتاه، و هر از گاهی صدای خواننده».
تاریخ نخستین آثار منتشرشدهٔ داب‌استپ به سال ۱۹۹۸ بازمی‌گردد. آن آثار که به مراتب تاریک‌تر و اکسپریمنتال‌تر از آثار امروزی داب‌استپ بودند؛ در واقع ریمیکس‌های بی‌کلامی در سبک داب از ترانه‌های تو-استپ گاراژ بودند که از برخی عناصر آمیخته به فانک سبک بریک بیت، یا عناصر تاریک درام اند بیس در آن‌ها استفاده شده‌بود.

## مشخصه‌ها

### وابل بیس
یکی از مشخصه‌ها و لایه‌های اصلی سبک داب‌استپ، وابل بیس (به انگلیسی: Wubble Bass) است (که از آن با نام مخفف «واب» (مخفف انگلیسی: Wub) نیز یاد می‌شود) و زمانی پدید می‌آید که یک نوت بم کشیده و ممتد از نظر ریتمی دست‌کاری می‌شود. این نوع از بیس به‌طور معمول با استفاده از یک «نوسان‌ساز بسامد پایین» جهت ویرایش پارامترهای اصلی یک سینث‌سایزر مانند حجم صدا، دیستروشن و فیلتر کات‌آف تهیه می‌شود. نتیجهٔ این روند، طنینی است که با ناپایداری در حجم صدا، فیلتر کات‌آف یا دیستروشن به صورت مقطعی در محدودهٔ این پارامترها دچار نوسان است. در بعضی از گوناگونی‌های سبک داب‌استپ، این نوع از بیس یکی از فاکتورهای مهم و تعیین‌کننده است، به‌ویژه در انواعی از این سبک که بیشتر مورد استفاده در باشگاه‌های رقص هستند.

## توسعه بیشتر

### پست داب‌استپ
در اوایل سال ۲۰۱۱، از اصطلاح «پست داب‌استپ» برای توضیح نوعی موسیقی که تحت تأثیر جنبه‌های اصلی موسیقی داب‌استپ بود، استفاده شد. تنوع و وسعت انواعی از موسیقی که با عنوان پست داب‌استپ شناخته می‌شوند به اندازه‌ای است که مانع از شناخته شدن پست داب‌استپ به عنوان یک سبک مشخص موسیقایی می‌شود. هنرمندان در سبکی که با عنوان پست داب‌استپ شناخته شده‌است، همچنین از ترکیب عناصر موسیقی امبینت و آراندبی اوایل دههٔ ۲۰۰۰ بهره می‌برند. تندای قطعاتی که با عنوان پست داب‌استپ شناخته می‌شوند، عموماً برابر با ۱۳۰ ضرب در دقیقه است.

### برواستپ
در سال ۲۰۱۱، داب‌استپ، از طریق نوعی سبک پیشرفته‌تر به نام برواستپ، در بازار موسیقی ایالات متحده مورد استقبال قابل توجهی قرار گرفت، به همراه هنرمندی به نام اسکریلکس که تبدیل به نمادی برای این سبک شد. در سپتامبر ۲۰۱۱، مجله اسپین، که یک مجله مختص موسیقی رقص الکترونیک است، به سبک برواستپ با عنوان نوعی «نوسانی و پرتکاپو» از داب استپ که از نظر تبلیغاتی در ایالات متحده موفق بوده‌است، اشاره کرد. برخلاف انواع مرسوم سبک داب‌استپ، که به ساب‌بیس‌های سنگین تکیه دارند، سبک برواستپ بیشتر با نت‌هایی در اکتاوهای میانی همراه با نوسان‌های روباتیک و خشونت‌های تداعی‌کننده فلز شناخته می‌شود.